# Robert Kahn (résistant)
Pour les articles homonymes, voir Kahn et Robert Kahn.
Robert Kahn, né le 6 septembre 1908 à Paris, assassiné sur ordre du responsable nazi Klaus Barbie le 17 août 1944 à Bron, est un industriel et résistant français.

## Parcours
Avec son frère Pierre Kahn-Farelle, Robert Kahn était, avant la guerre de 1939-1945, industriel dans la métallurgie (Pierre à Paris, lui à Saint-Étienne). Comme son aîné, il s'est engagé dans la Résistance française, Sous le pseudonyme de Renaud, Robert Kahn est, sous l'Occupation, le chef des Mouvements unis de la Résistance de la Loire où il vient de s'installer pour diriger, à Saint-Étienne, une entreprise de métaux spéciaux. Il est arrêté par la Gestapo une première fois le 30 août 1943 à Saint-Étienne avec trois autres résistants. Blessé à la cuisse, il est hospitalisé, sous contrôle allemand, à l'hôpital de Saint-Étienne. Lucie Aubrac, se fait alors passer pour un médecin le temps de prendre contact avec les blessés et d'organiser, le 6 septembre, leur exfiltration par un commando de faux gestapistes censé les conduire à un interrogatoire. Robert Kahn-Renaud trouve alors une planque à Lyon où il est à nouveau arrêté, sur dénonciation, le 22 septembre 1943. Il est emprisonné à la prison Montluc. Il périt dans les massacres de l'aérodrome de Bron, ordonnés par Klaus Barbie, le 17 août 1944, avec 109 autres résistants juifs.

## Un livre
Sa femme, Jeanne, née Labouret (1912-2010), est arrêtée et déportée à Auschwitz le 11 août 1944. Elle réussit à s'échapper — en se laissant glisser dans un fossé — lors d'une longue marche qui devait amener les prisonniers vers un autre camp plus à l'Est. Rescapée, elle se tait de longues années jusqu'au jour où sa fille, Annette Kahn, l'oblige à sortir de son silence. Annette Kahn raconte dans Why my father died (Simon & Schuster, New York)  puis dans l'édition française, Robert et Jeanne (éditions Payot) l'histoire de ses parents.

## Famille
Robert Kahn était le frère de Pierre Kahn-Farelle, alias « Pierre-des-faux-papiers ». Leur sœur, Edmée Jourda, était l'épouse de Jacques Jourda, responsable du bureau de liaison des MUR. Une autre de ses sœurs, Suzanne Van Gelder, a été la créatrice, après la guerre, d'innovatrices peluches souples (ours en peluche) et de la marque Anima. 

## Décorations
Robert Kahn a été élevé dans l'ordre de la Légion d'honneur, au grade de chevalier et a reçu la médaille de la Résistance, à titre posthume. 

## Hommage
Une rue de Saint-Étienne porte son nom, inaugurée par Lucie Aubrac.